# Casa Baltasar de Bacardí
La casa Baltasar de Bacardí és un edifici situat al carrer de Montcada, 22 de Barcelona, catalogat com a bé amb elements d'interès (categoria C).

## Història
Fill de Jacint de Marís, cirurgià de Manresa, i de Victòria de Lloreda, Josep de Marís i de Lloreda (1628-1677) es va instal·lar a Barcelona, on es va dedicar al comerç de teles, i en poc temps va aconseguir les condicions de mercader (1657), ciutadà honrat (1668), i finalment, cavaller (1677). El 1673, va adquirir una casa al carrer de Montcada a Ramon de Copons i d'Aiguaviva-Tamarit i al seu fill Antoni de Copons i de Grimau. La venda incloïa una altra casa al carrer dels Banys Vells, i el preu fou de 4.900 lliures, 4.000 per la casa del carrer de Montcada, i 900 per la del darrere. Va morir el 1677, essent succeït pel seu fill natural Josep (1668-1719), que només tenia 9 anys i quedà sota la tutela de Maurici de Lloreda, oncle del seu pare, per renúncia dels altres tutors. El 1687, es va casar amb Violant d'Olzinelles i s'instal·laren a Mataró. La parella no tingué descendència, però Josep va tenir un fill il·legítim amb una criada, Jeroni (1699-1765), que es casaria amb Teresa de Lloreda i Sauleda.
A la mort de Josep II de Marís el 1719, la seva vídua Violant va retenir l'herència del seu pare en reclamació del dot. Això va motivar un litigi amb l'Hospital de la Santa Creu de Barcelona, beneficiari d'un usdefruit de 20 anys dels béns de Josep I de Marís en cas de manca de descendència legítima. Finalment, el 1742, una sentència en va designar com a hereva universal Teresa de Lloreda, i el 1750, ella i Jeroni de Marís establiren en emfiteusi la casa del carrer de Montcada al botiguer de teles Gerard (o Guerau) Rovira i Vidal.
La finca seria heretada pel comerciant Baltasar de Bacardí i Tomba (1752-1822), i successivament pel seu fill Ramon de Bacardí i Cuyàs (1791-1856), i el seu net Baltasar de Bacardí i de Janer (1814-1888), que encarregà a l'arquitecte Josep Artigas i Ramoneda el projecte d'un nou edifici, acabat el 1872. Segons la carta de pagament, les obres foren realitzades pel paleta Manuel Carreras, el fuster Marià Palos, i el manyà Francesc Flamarich.

## Arquitectura
Consta de planta baixa, entresol, quatre pisos i terrat, amb dos àtics enretirats de la façana. La composició és a base de tres eixos verticals d'obertures als baixos i l'entresol, amb el portal d'accés d'arc de mig punt i dues botigues a casa banda, mentre que als pisos hi ha quatre balcons individuals de llosana de pedra i barana de ferro, de mida decreixent amb l'alçada. L'acabat és d'estuc amb especejament horitzontal i un basament a nivell dels forjats.